# 小網町停留場
小網町停留場（日语：／ Koami-cho teiryūjō */?），又稱小網町電車站，是位於廣島縣廣島市中區堺町，屬於廣島電鐵本線的電車站。車站編號為M14。

## 歷史
本站在1912年（大正元年）12月本線紙屋町至己斐之間開通時同日啟用。在太平洋戰爭下的1944年（昭和19年）暫停營業，隨後在廣島市被投下原子彈後，路線重開時，於1945年（昭和20年）8月15日此站重開。由於此站與鄰站土橋停留場只有200米距離，因此曾經計劃把此電車站廢止。
- 1912年（大正元年）12月8日 - 本線紙屋町至己斐開通，此電車站啟用[1]。
- 1944年（昭和19年）6月10日 - 此電車站暫停營業[1]。
- 1945年（昭和20年）
  - 8月15日 - 本線西天滿町至小網町之間在被投下原子彈後重開，當時路線只行走己斐至小網町之間[1][3]。
  - 8月19日 - 本線小網町至土橋之間重開[1]。

## 電車站構造
本站建在共用行車道上，站內沒有月台，乘車處位於道路上。由於本站所在的道路比較狹窄，路軌兩邊只設有1條行車線與沒有安全島的乘車處，並在道路上畫上白線作為乘車處。此站是廣島電鐵唯一沒有月台的電車站。在車內廣播中會提醒乘客上落時需要小心（在外部連結中的廣島電鐵網站中也有相關提醒事項。）。
與此站相同構造的車站包括小橋停留場、中納言停留場（岡山電氣軌道）。以上兩座電車站中，在電車到達時，乘客可前往安全島登車（在未到達，乘客需要在行人路上等待）。在此電車中，乘客會在安全島等待電車。
本站設有2面2線的相對式乘車處。路線向東西兩方伸延。電車站北邊為前往廣島站方向的上行乘車處，南邊為前往廣電西廣島站方向的下行乘車處。上行乘車處側沒有適合的位置將貼電車站資訊，下行乘車處側的電柱上貼有上下行方向的時間表、電車站名牌和路線圖。

### 運行系統
此站是廣電本線的電車站，當中0、2、3系統駛入此站。
| 上行乘車處 | 0號線         | 前往日赤醫院前、廣電本社前 | 前往日赤醫院前、廣電本社前 |
| 上行乘車處 | 2號線         | 前往廣島站                 |                            |
| 上行乘車處 | 3號線         | 前往廣島港、宇品二丁目     |                            |
| 下行乘車處 | 2號線         | 前往廣電宮島口             |                            |
| 下行乘車處 | 2號線 · 3號線 | 前往廣電西廣島             |                            |

## 電車站周邊
電車站西邊設有天滿川流過。本線會跨過廣電天滿橋。該橋為廣島電鐵唯一現存的電車專用橋。南方設有平和大通。

## 相鄰電車站
廣島電鐵
■本線
土橋（M13）－小網町（M14）－天滿町（M15）

## 注腳
1. 1 2 3 4 5 6  《広電が走る街 今昔》150-157頁
2. 1 2 3 4  《広電が走る街 今昔》58-59頁
3. ↑  . 広島電鉄. 2012: 431 （日语）.
4. ↑  川島令三.  中国篇 2. 草思社（日语：草思社）. 2009: 104. ISBN 978-4-7942-1711-0 （日语）.
5. ↑  截至2020年12月13日參閱了廣島電鐵官網小網町停留場資訊 （页面存档备份，存于）（日語）
6. 1 2  川島令三. . 【図説】 日本の鉄道. 第7巻 広島エリア. 講談社. 2012: 13・77頁. ISBN 978-4-06-295157-9 （日语）.

## 外部連結
- 天網町 | 電車情報：電停指南 （页面存档备份，存于）（日語） - 廣島電鐵